# J. E. P. Aldous
J. E. P. Aldous   (8 de desembre de 1853 - 23 de gener de 1934) va ser un organista, director d'orquestra, compositor i educador musical canadenc de naixement anglès. La seva producció compositiva inclou moltes peces curtes per a piano, orgue, cor i veu. També va compondre quatre operetes: Ptarmigan o A Canadian Carnival (publicat el 1895), A Golden Catch, Nancy o All for Love i The Poster Girl (publicat el 1902).
Algunes de les seves obres més conegudes són Preludi i Fuga per a orgue, les obres corals Grant, We Beseech Thee, Merciful Lord and Blessed Are the Dead That Die in the Lord, i lHimne Egipte, que s'ha reimprès diverses vegades.

## Biografia i carrera
Nascut a Sheffield (Anglaterra), Aldous va començar la seva carrera com a organista a la capella de l'ambaixada britànica a París. Va emigrar al Canadà el 1877 a l'edat de 23 anys per assumir el càrrec d'organista-mestre de capçalera a l'Església Presbiteriana Central de Hamilton, Ontario. Va marxar d'allí uns anys més tard per assumir una successió de llocs similars a l'església, primer a St. Thomas, Ontario i després a Hamilton a les esglésies de St Mark i St Thomas. El 1884 va tornar al presbiterià central on va romandre diversos anys.
Aldous va fundar el Hamilton Orchestral Club, una de les primeres orquestres de la ciutat, el 1884, servint com a primer director del conjunt. Des de 1882-1885 va ser el cap del programa de música al "Brantford Ladies College" i des de 1885-1888 va treballar amb la mateixa capacitat al "Woodstock Baptist College". El 1898 va fundar la "Hamilton School of Music", servint com a primer director de l'escola del 1889 al 1908. També va ensenyar a la facultat del "Royal Hamilton College of Music", del qual es va convertir en codirector amb Bruce Carey i W. H. Hewlett el 1907. Entre els seus alumnes destacats hi havia Mona Bates i Ada Kent.
El 1890, Aldous es va convertir en el director de la Hamilton Philharmonic Society després de la sortida de Clarence Lucas. El 1894 fou nomenat president de la Canadian Society of Musicians i el 1896 esdevingué examinador de la Universitat de Toronto. També va col·laborar amb articles al "Organist's Quarterly Journal" i al violí durant la seva carrera. Va morir el 1934 a Hamilton a l'edat de 80 anys.